# Carpesa
Carpesa es una pedanía de la ciudad de Valencia, situada al norte de la ciudad, en el distrito de los Pueblos del Norte. Limita al norte con Benifaraig, Alfara del Patriarca y Vinalesa, al este con Bonrepós y Mirambell y Tabernes Blanques, al sur con Pueblo Nuevo y al oeste con Borbotó. Su población censada en 2022 era de 1.191 habitantes. Fue un municipio independiente hasta el año 1888, año en que pasó a ser una pedanía de la ciudad de Valencia.

## Toponimia
El nombre de Carpesa parece derivar de la base preindoeuropea k a r (piedra), intensificada por el íbero-vasco -p e y cuya terminación en -esa está relacionada con otros topónimos prerrománicos como Oropesa, Manresa etc. Martínez Aloy de Espinalt, sin embargo, lo hace derivar del latín carpere (tomar), referencia "a coger frutas por las muchas que cría, particularmente granadas".

## Historia
En el área de Carpesa hay restos de adoración a Júpiter durante la época romana. En época de al-Ándalus era una alquería. Jaime I la tomó durante la conquista de Valencia, y la entregó a Bernardo Vidal de Besalú, tal como recoge el Llibre del Repartiment:

B. Vitalis, alqueriam de Carpesa exceptis furnis et molendinis. V. Kalendas Juni.

Vidal se deshizo pronto de esta propiedad, vendiéndola al rey. Este, el 29 de mayo de 1246 la entregó a la Orden del Temple, trocándola por Ruzafa. Es objeto de polémica cuando llegaron los primeros pobladores cristianos. Según Viciana (1546) lo hicieron en 1243, pero Villarroya, que al parecer tuvo acceso al documento original, consideraba que se efectuó el 9 de marzo de 1252, ya bajo el control de los templarios. Tras la desaparición del temple, Carpesa pasó a la Orden de Montesa. En 1574 Bonrepós se segregó de la parroquia de Carpesa, y de esta nueva parroquia pasaron a depender Mirambell y Casas de Bárcena. Carpesa se constituyó como municipio independiente con la disolución de los señoríos. Entonces contaba con una población de 600 habitantes, más de 100 casas y 2 escuelas. Pascual Madoz daba en 1849 la siguiente descripción:

L[ugar] con ayunt[amiento] de la prov[incia] [...] de Valencia (1 hora), part[ido] jud[icial] de Moncada (3/4). Sit[uado] en terreno llano á la der[echa] del barranco de Carraixet, combatido por todos los vientos principalmente por los del E. y S., con clima templado y saludable [...] Tiene unas 119 casas, la de ayunt., cárcel, una escuela de niños, á donde concurren 30 [...], otra de niñas con la misma asistencia [...] y una igl[esia] parr[oquial] (San Pedro) [...] el curato es de segundo ascenso y [de él] es anejo la vicaria de Borbotó y la mitad de la de Tabernes Blanques. Hay también una ermita dentro del pueblo dedicada á San Roque [...] y algunos pozos de que se surten los vec[inos], cuyas aguas son blandas pero saludables. El térm[ino] con fina por N. con Alfara; E. Mirambell; S. Tabernes Blanques y O. Borbotó y Benifaraig, siendo muy reducida su estension. Por el E. cruza el referido barranco Carraixet [...] El terreno es todo huerta, muy fertil, la cual se riega de las aguas del r[ío] Turia por medio de la acequia de Moncada, y se halla plantada de frondosas moreras. Los caminos que conducen á Valencia, Borbotó y demas pueblos comarcanos son carreteros y se hallan en buen estado. Prod[ucción]: trigo, maiz, cáñamo, alubias, y seda de la mejor calidad. Ind[ustria]: la agrícola. Pobl[ación]: 440 vec[inos], 587 alm[as] [...] El presupuesto municipal asciende á unos 3,000 r[eale]s, el cual se cubre con el producto de propios y arbitrios y reparto vecinal.
Diccionario de Madoz

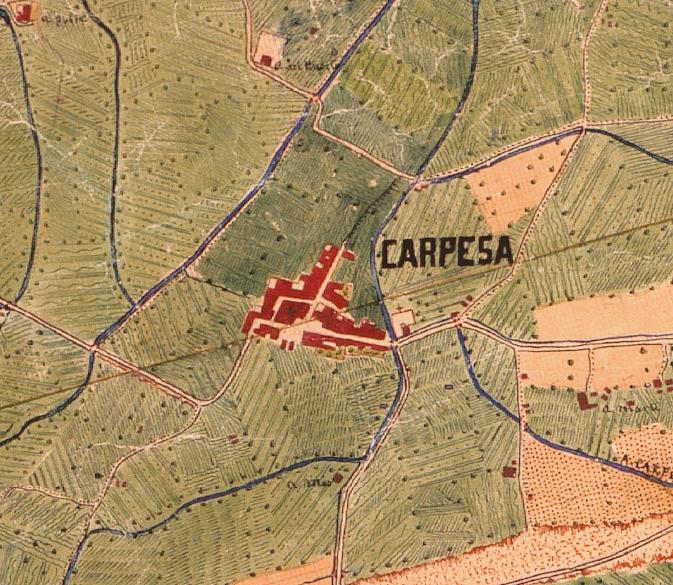
Carpesa en 1883.

Fue municipio independiente hasta el año 1898, año en que se anexionó a Valencia. Hasta finales del siglo XIX se conservaban, en una casa contigua a la iglesia, unos escudos nobiliarios, por lo que Martínez Aloy la identificó con la casa señorial de los Villena. Según la tradición popular, se trata la alquería que Jaime I donó a los primeros señores de Carpesa.

## Geografía humana

### Demografía
| Gráfica de evolución demográfica de Carpesa entre 1842 y 1897 |
| |
| Población de derecho según los censos de población del INE Población de hecho según los censos de población del INEEntre el censo de 1900 y el anterior, este municipio desaparece porque se integra en el municipio 46250 (Valencia) |

Carpesa, que fue el núcleo más poblado de su distrito hasta la década de 1990, fue desde finales de siglo XIX un lugar dinámico y de creciente urbanización. La mayoría de las casas son de ladrillo visto rojizo, de dos plantas y ventanas enrejadas, aunque al sur del pueblo se halla una zona más moderna, con grupos de viviendas de mayor altura.
| Población | 791 | 752 | 1165 | 932 | 1044 | 1196 | 1298 | 1417 | 1362 | 1258 | 1245 | 1293 |

### Economía

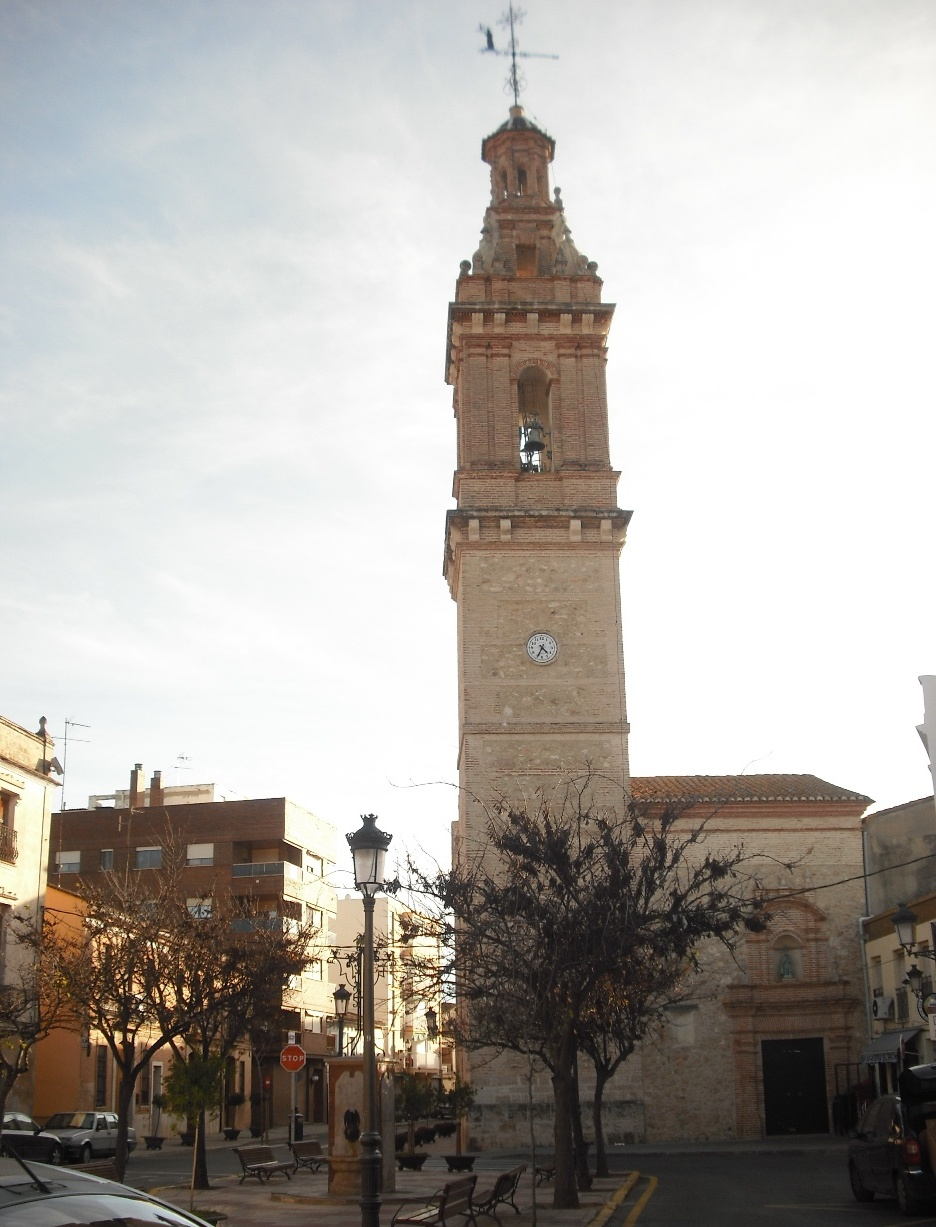
Iglesia de Santos Abdón y Senén.

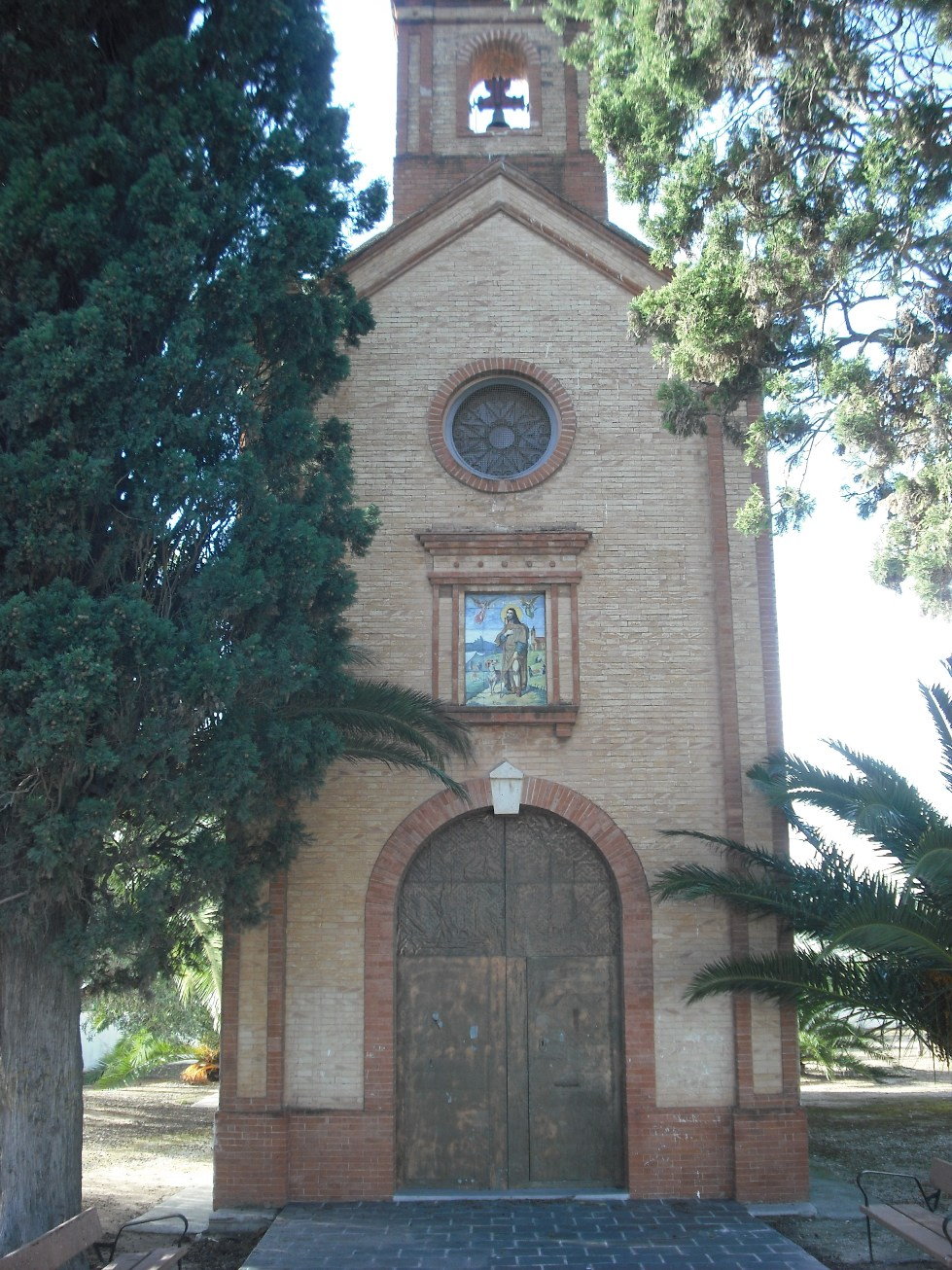
Ermita de San Roque.

Uno de los principales problemas y retos a los que se enfrenta en la actualidad es la disminución demográfica y su envejecimiento, como consecuencia de la falta de ayudas para establecer viviendas para jóvenes, los sucesivos impedimentos para llevar a cabo obras públicas, o la falta de desarrollo económico, todo ello motivado a su vez por la cercanía de la propia pedanía a la ciudad de Valencia.

## Política
Carpesa depende del ayuntamiento de Valencia en consideración de barrio del distrito de Poblados del Norte (en valenciano Poblats del Nord). Sin embargo, dada su condición de poblamiento rural, cuenta, de acuerdo con las leyes estatales y autonómicas pertinentes, con un alcalde de barrio que se encarga de velar por el buen funcionamiento del barrio y de las relaciones cívicas, firmar informes administrativos y elevar al ayuntamiento de la ciudad las propuestas, sugerencias, denuncias y reclamaciones de los vecinos.

## Servicios públicos
Carpesa cuenta con un consultorio médico auxiliar, así como con una Instalación Deportiva Elemental, que incluye 1 pista polideportiva y 1 campo de hockey. También dispone de cementerio parroquial.

### Planta depuradora
La Conselleria de Medio Ambiente planea la construcción de una estación depuradora de aguas residuales (EDAR) entre Carpesa y Bonrepós y Mirambell, al borde del barranco del Carraixet. La planta planeada tendrá una superficie de 50.000 m² y recibirá las aguas de los colectores de Masarrojos, Moncada, Rocafort y Godella, vertiéndolas después en el barranco para permitir su reutilización a través de un sistema terciario. Este plan, no obstante, ha contado desde el principio con el rechazo mutuo de los ciudadanos Carpesa y Bonrepós y Mirambell, apoyados por el consistorio de este último, ya que alegan que la planta pretende construirse en zona de huerta protegida, a menos de 200 metros de las viviendas y de una escuela.

## Patrimonio
- Iglesia de Santos Abdón y Senén: De finales del siglo XVIII o principios de XIX, cuando el lugar pertenecía todavía a la antigua Orden de Montesa. La planta es de tres naves, la principal cubierta con bóveda de cañón. Una cornisa con barandilla metálica corre sobre pilastras corintias que enmarcan arcos de medio punto en comunicación con las naves laterales. El presbiterio tiene bóveda absidial y a los pies de la nave se encuentra el coro.[20] El templo estuvo dedicado a San Pedro hasta 1942, en que se cambió por la actual advocación.[4]
- Ermita de San Roque: Construida a finales del siglo XIX está rodeada de una zona ajardinada. Su campana, llamada San Roque, data de 1901.[21] Tras la ermita se halla el antiguo cementerio.[4]

## Cultura

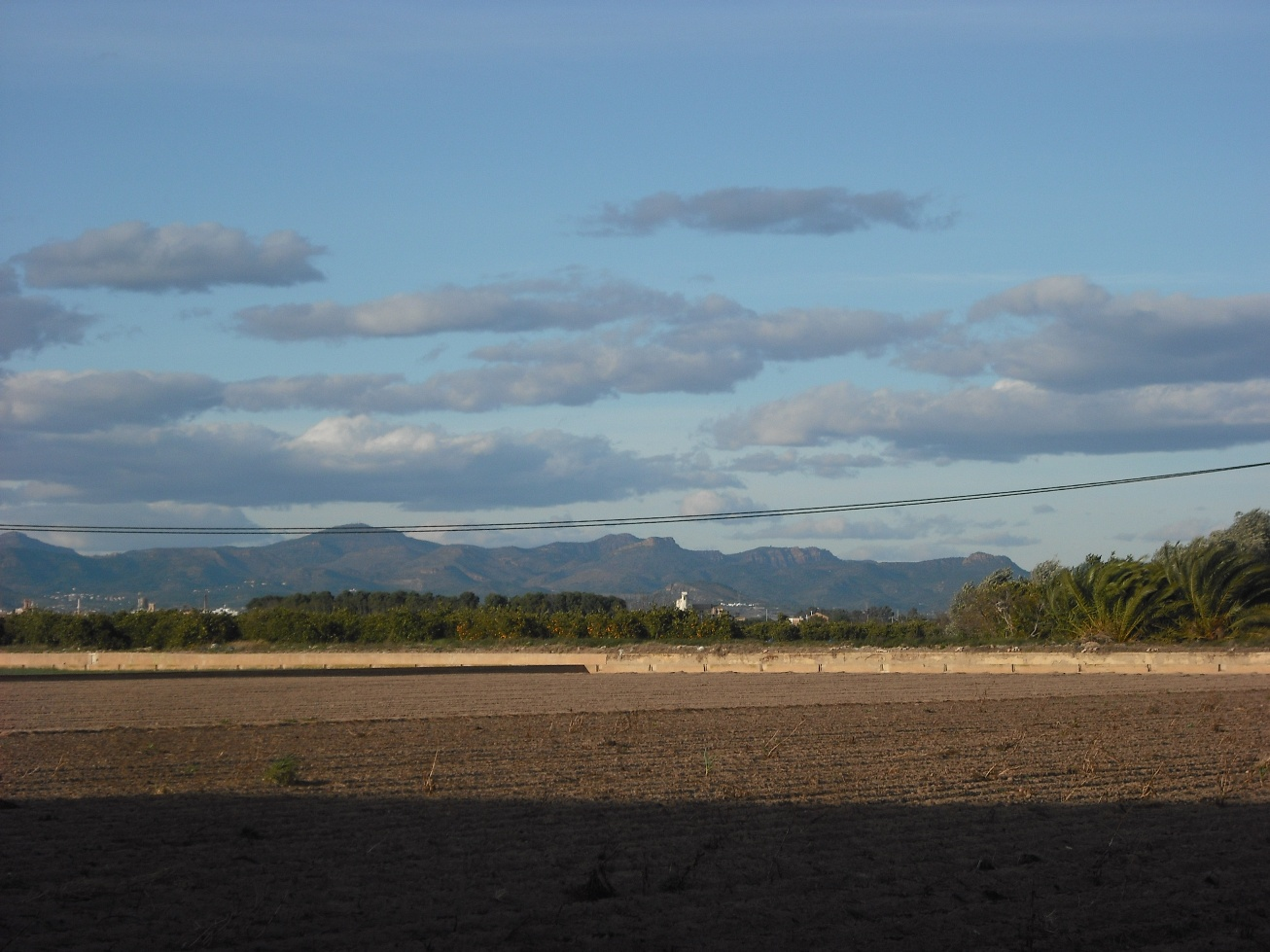
Huerta, al fondo Benifaraig y la sierra de Espadán

Pese a sus pocos habitantes, Carpesa se caracteriza por mantener vivas diferentes tradiciones culturales a lo largo de su historia. Entre ellas están las afamadas Fallas de Valencia (Comisión fallera Plaça del Poble - Sant Roc) y sus fiestas patronales, en la que sale en procesión la Cofradía de los santos Abdón y Senén, fundada en 1731. Existen asimismo diversas asociaciones culturales, como la 
Asociación Cultural Taurina "El Carpesano", el Club Jubilados y Pensionistas y la Banda de música de Tambores y Cornetas y el Club de Hockey. Cuenta además con una sede la Universidad Popular, en la que se realizan actividades de culturización, expresión plástica y corporal y formación ocupacional, entre otras.

## Personas destacadas
- Melchor de Villena (1564-1655): nacido en el seno de una familia noble, fue doctor en medicina y catedrático de la Universidad de Valencia y fundador del colegio de la Adoración de los Santos Reyes. Contó entre sus clientes a los virreyes y a las grandes personalidades de Valencia.[27]
- Julio Vicent Mengual (1891-1940): escultor y profesor de la Escuela de Artes y Oficios. Destaca su obra Claudina que se expone en el Museo del Prado.[28]